# آرثر إي. سكوت
آرثر إي. سكوت (بالإنجليزية: Arthur E. Scott)‏ هو مصور أمريكي، ولد في 14 مارس 1917 في مونبلييه في الولايات المتحدة، وتوفي في 2 ديسمبر 1976.